# Americanah

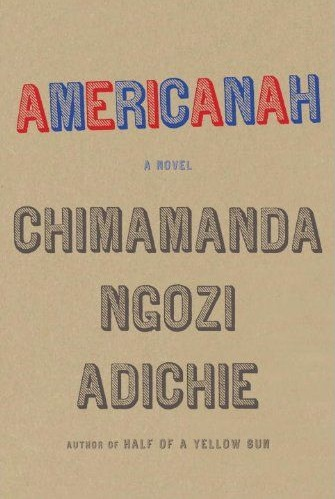
Capa do livro Americanah.

Americanah é um romance de 2013 da autora nigeriana Chimamanda Ngozi Adichie, pelo qual Adichie ganhou o US National Book Critics Circle Award de 2013 por ficção. Americanah conta a história de uma jovem nigeriana, Ifemelu, que imigra para os Estados Unidos para cursar a universidade. O romance traça a vida de Ifemelu nos dois países, traçada por sua história de amor com o colega de escola Obinze. Foi o terceiro romance de Adichie, publicado nos EUA em 14 de maio de 2013 por Alfred A. Knopf. Uma minissérie de televisão, estrelada e produzida por Lupita Nyong'o, estava em desenvolvimento para a HBO Max, mas depois foi abandonada.

## Resumo
Americanah é sobre Ifemelu e Obinze que, como adolescentes em uma escola secundária de Lagos, se apaixonam. A Nigéria na época está sob ditadura militar, e as pessoas estão tentando deixar o país. Ifemelu se muda para os Estados Unidos para estudar, onde enfrenta pela primeira vez racismo e as muitas variedades de distinções raciais: pela primeira vez, Ifemelu descobre o que significa ser uma "Pessoa Negra". Obinze esperava se juntar a ela nos Estados Unidos, mas seu visto foi negado após o 11 de setembro, quando a imigração se tornou mais complexa. Ele vai para Londres, tornando-se um imigrante sem documentos depois que seu visto expira.
Anos depois, Obinze retorna à Nigéria e se torna um homem rico como incorporador imobiliário no país recém-democrático. Ifemelu faz sucesso nos Estados Unidos, onde se torna conhecida por seu blog sobre raça e racismo nos Estados Unidos, intitulado "Raceteenth ou várias observações sobre pretos estadunidenses (aqueles anteriormente conhecidos como negros) por uma preta não estadunidense". Quando Ifemelu retorna à Nigéria, os dois consideram retomar um relacionamento à luz de suas experiências e identidades divergentes durante os muitos anos separados.

## Temas

### Americanização
A americanização é um dos temas de maior destaque em Americanah. No contexto do romance, os próprios Estados Unidos é um símbolo de esperança, riqueza, mobilidade social e econômica e, em última análise, decepção, pois Ifemelu descobre que o sonho americano é uma mentira e que as vantagens que ela desfruta lá muitas vezes vêm em grande escala. preço. Sua americanização é lenta, mas contínua, e ela gradualmente aprende a gíria, adapta-se ao ambiente (para o bem ou para o mal) e adota a política americana. Suas opiniões sobre gênero e raça mudam por causa disso, e seu blog é dedicado a explorar a questão da raça como uma preta não estadunidense nos EUA. Ela é chamada de Americanah quando volta para a Nigéria, tendo aprendido um jeito americano direto de falar e abordar os problemas. Ela resiste a esse rótulo, mas fica evidente para o leitor que os anos de Ifemelu na América a mudaram.
Segundo Idowu Faith, “nenhuma afirmação válida pode ser feita sobre Americanah sem desconstruir o termo “Americanah” que, mais ou menos, revela a tese da narrativa, bem como a preocupação de Adichie no texto”. Na linguagem nigeriana, o termo “Americanah” é um termo de identidade baseado na experiência anterior de uma pessoa vivendo nos EUA. Em uma entrevista, Adichie definiu Americanah como um termo que descreve aqueles que estiveram nos Estados Unidos e voltam com afetações americanas, fingem não entender mais suas línguas maternas e se recusam a comer comida nigeriana, fazendo referência constante a vida que tinham nos EUA.
A partir desse entendimento, fica claro que a decisão de Ifemelu de voltar para casa sem se preocupar em ser identificada como uma “Americanah” estabelece que Adichie está propondo e traçando um caminho para um novo tipo de história de migração, cuja quintessência é a migração de retorno, e a reconcilicação entre as identidades.

### Gênero
As explorações de Adichie sobre a educação sexual e a percepção do sexo entre os jovens na Nigéria desempenham um papel fundamental na jornada de Ifemelu, que explora sua sexualidade como adolescente em uma sociedade puritana pós-colonial.

### Migração
Embora muitas das experiências migratórias no romance funcionem dentro da teoria da migração, Adichie simultaneamente transcende as fronteiras das teorias da migração internacional ao introduzir um novo fator que influencia a migração e projeta uma nova perspectiva sobre a migração de retorno. De acordo com Dustmann e Weiss (2007:237), a falta de oportunidades econômicas e a fuga de desastres naturais e perseguições são as duas principais razões pelas quais os indivíduos migram ao longo da história. Ao identificar a necessidade de fugir da “falta de escolha” como a principal razão para grande parte da migração no cenário nigeriano do romance no século XXI, Adichie usa dimensões literárias para abalar os fundamentos da teoria. Consequentemente, a direção desse tipo de migração, como ela afeta os laços amorosos mesmo entre pessoas de um mesmo país, como ela muda as personalidades e visões culturais e como ela reinterpreta a identidade, tornam-se os principais pontos teóricos do romancista. Além disso, Adichie está preocupado com a forma como a migração rebaixa e eleva, como ela troca e preenche e, mais significativamente, como ela se reinventa.

## Recepção

### Avaliações
Os críticos elogiaram o romance, notando especialmente sua abrangência em diferentes sociedades e o reflexo de tensões do mundo globalizado. Escrevendo para o The New York Times, Mike Peed disse: "'Americanah' examina a experiência de negritude na América, Nigéria e Grã-Bretanha, mas também é uma dissecação firme da experiência humana universal - um lugar-comum renovado pela precisão das observações de Adichie." Peed concluiu: "'Americanah' é extremamente incisivo e extremamente empático, tanto global quanto geograficamente preciso, um romance que mantém as realidades desconcertantes de nossos tempos sem medo diante de nós. Ele nunca soa falso." Revendo o romance para o The Washington Post, Emily Raboteau chamou Adichie de "uma observadora perspicaz de boas maneiras e distinções em classe" e disse que Adichie traz uma "honestidade implacável sobre os lados feios e belos de ambos" os Estados Unidos e a Nigéria. No Chicago Tribune, Laura Pearson escreveu: "Extenso, ambicioso e maravilhosamente escrito, 'Americanah' cobre raça, identidade, relacionamentos, comunidade, política, privilégio, linguagem, cabelo, etnocentrismo, migração, intimidade, estranhamento, blogging, livros e Barack Obama. Abrange três continentes, abrange décadas, salta graciosamente, de capítulo em capítulo, para diferentes cidades e outras vidas... [Adichie] os entrelaça com segurança em um épico cuidadosamente estruturado. O resultado é uma história de amor atemporal impregnada de nossos tempos." Tshilidzi Marwala liga o Americanah à ascensão do nacionalismo. Nesse sentido, ele pensa que a história de Americanah evoca a imagem de que o século 21 será definido pela tensão dialética entre a globalização, trazida pela tecnologia, e o "outro" que é trazido pelo caráter alienante da globalização. Conseqüentemente, Marwala, ao revisar Americanah, afirma que "parece que no século 21, a estranheza da alteridade, de aumentar a diferença em vez de abraçar nossos pontos em comum e a formação de fissuras profundas na sociedade continua inabalável."

## Adaptações
Em 2014, foi anunciado que David Oyelowo e Lupita Nyong'o estrelariam uma adaptação cinematográfica do romance, que seria produzida por Brad Pitt e sua produtora Plan B. Em 2018, Nyong'o disse ao The Hollywood Reporter que tinha resolvido ao invés adaptar o livro como uma minissérie televisão baseada no livro, que ela produziria e estrelaria. Foi anunciado em 13 de setembro de 2019, que a HBO Max iria ao ar a minissérie em dez episódios, tendo o ator e dramaturgo Danai Gurira como roteirista e diretor. Em 15 de outubro de 2020, foi noticiado que a minissérie não iria avançar devido a conflitos de agenda da atriz.